# Јужноафричка Република на Светском првенству у атлетици на отвореном 2013.
Јужноафричка Република је учествовала на Светском првенству у атлетици на отвореном 2013. одржаном у Москви од 10. до 18. августа једанаести пут. Репрезентацију Јужноафричке Републике представљало је 28 такмичара (22 мушкараца и 6 жена) који су се такмичили у 22 дисциплине (17 мушких и 5 женских).,
На овом првенству Јужноафричка Република је освојила једну медаље (бронзана). Поред тога постављен је један континентални, национални и лични рекорд и 3 рекорда сезоне. Овим успехом Јужноафричка атлетска репрезентација је у укупном пласману рангирана на 33 место од укупно 206 земаља учесница. У табели успешности према броју и пласману такмичара који су учествовали у финалним такмичењима (првих 8 такмичара) Јужноафричка Република је са 5 учесника у финалу била 22. са 18 бодова.
| Плас. | Земља                  | 1. место | 2. место | 3. место | 4. место | 5. место | 6. место | 7. место | 8. место | Бр. финал. | Бод. |
| ----- | ---------------------- | -------- | -------- | -------- | -------- | -------- | -------- | -------- | -------- | ---------- | ---- |
| 22.   | Јужноафричка Република | 0        | 0        | 1        | 0        | 1        | 2        | 1        | 0        | 5          | 18   |

## Учесници
| Мушкарци: - Анасо Џободвана — 100 м и 200 м - Akani Simbine — 100 м - Вејд ван Никерк — 400 м - Андре Оливије — 800 м - Јохан Кроње — 1.500 м - Elroy Gelant — 5.000 м - Стефан Мокока — 10.000 м - Хендрик Рамала — Маратон - Sibusiso Nzima — Маратон - Корнел Фредерикс — 400 м препоне - Луис Јакоб ван Зил — 400 м препоне - ПЦ Бенеке — 400 м препоне - Lebogang Shange — 20 км ходање - Марк Миндел — 50 км ходање - Годфри Хотсо Мокоена — Скок удаљ - Zarck Visser — Скок удаљ - Крис Хармсе — Бацање кладива - Виктор Хоган — Бацање диска - Џон Роберт Остхојзен — Бацање копља - Оразио Кремона — Бацање кугле - Виљем Коерцен — Десетобој | Жене: - Џастин Палфраман — 200 м - Anneri Ebersohn — 400 м препоне - Tanith Maxwell — Маратон - Сунет Вилјун — Бацање копља - Линник Принсло — Скок удаљ |  |

На листи пријављених за Маратон за мушкарце се налазио и Lusapho April Архивирано на веб-сајту  (1. новембар 2016), али га нема у стартној листи за ту трку. Исто тако и Wenda Theron Nel је пријављена за 400 м препоне али је нема у стартној листи , тако да је укупан број учесника 26.

## Освајачи медаља

### Бронза
- Јохан Кроње — 1.500 м

## Резултати

### Мушкарци
| Атлетичар            | Дисциплина     | Лични рекорд      | Квалификације     | Квалификације     | Полуфинале            | Полуфинале            | Финале                | Финале               | Детаљи         |
| Атлетичар            | Дисциплина     | Лични рекорд      | Резултат          | Место             | Резултат              | Место                 | Резултат              | Место                | Детаљи         |
| -------------------- | -------------- | ----------------- | ----------------- | ----------------- | --------------------- | --------------------- | --------------------- | -------------------- | -------------- |
| Akani Simbine        | 100 м          | 10,19             | 10,38             | 7. у гр 3         | Није се квалификовао  | Није се квалификовао  | Није се квалификовао  | 37 / 54 (56)         |                |
| Анасо Џободвана      | 100 м          | 10,10             | 10,17 КВ          | 2. у гр. 7        | 10,17                 | 4. у гр. 1            | Није се квалификовао  | 17 / 54 (56)         |                |
| Анасо Џободвана      | 200 м          | 20,13             | 20,17 КВ          | 1. у гр 2         | 20,13 КВ ЛР           | 2. у гр 2             | 20,14                 | 6 / 55 (56)          |                |
| Вејд ван Никерк      | 400 м          | 45,09             | 46,32             | 5. у гр. 5        | Није се квалификовао  | Није се квалификовао  | Није се квалификовао  | 26 / 32 (35)         | [ мртва веза ] |
| André Olivier        | 800 м          | 1:44,29           | Није стартовао    | Није стартовао    | Није се квалификовао  | Није се квалификовао  | Није се квалификовао  | Није се квалификовао | [ мртва веза ] |
| Јохан Кроње          | 1.500 м        | 3:31,93 НР        | 3:39,95 КВ        | 4. у гр. 2        | 3:43,71 КВ            | 5. у гр 1             | 3:36,83               |                      |                |
| Elroy Gelant         | 5.000 м        | 13:15,87          | 13:25,07 кв       | 6 у гр. 1         |                       |                       | 13:43,68              | 12 / 29 (31)         |                |
| Стефан Мокока        | 10.000 м       | 27:40,73          |                   |                   |                       |                       | 28:11,61              | 20 / 25 (36)         |                |
| Корнел Фредерикс     | 400 м препоне  | 48,14             | 49,66 КВ          | 4. у гр. 1        | 48,85                 | 4 у гр. 1             | Није се квалификовао  | 12 / 35 (37)         |                |
| Луис Јакоб ван Зил   | 400 м препоне  | 47,66 НР          | 50,05             | 5. у гр. 2        | Нису се квалификовали | Нису се квалификовали | Нису се квалификовали | 25 / 35 (37)         |                |
| ПЦ Бенеке            | 400 м препоне  | 49,18             | 51,14             | 7. у гр. 3        | Нису се квалификовали | Нису се квалификовали | Нису се квалификовали | 31 / 35 (37)         |                |
| Sibusiso Nzima       | Маратон        | 2:13:42           |                   |                   |                       |                       | 2:26:32               | 42 / 51 (70)         |                |
| Хендрик Рамала       | Маратон        | 2:06:55           | 2:30:23           | 46 / 51 (70)      |                       |                       |                       |                      |                |
| Lebogang Shange      | 20 км ходање   | 1:25:48           | Није завршио трку | Није завршио трку |                       |                       |                       |                      |                |
| Марк Миндел          | 50 км ходање   | 3:55:32 АФР,НР    | 3:57:55 ЛРС       | 31 / 46 (61)      |                       |                       |                       |                      |                |
| Годфри Хотсо Мокоена | Скок удаљ      | 8,50 (+1.3 m/s)НР | 8,16 КВ           | 2. у гр Б         |                       |                       | 8,10                  | 7 /28 (29)           |                |
| Zarck Visser         | Скок удаљ      | 8,32              | 7,79              | 10. у гр А        | Нису се квалификовали | 17 /28 (29)           |                       |                      |                |
| Крис Хармсе          | Бацање кладива | 80,63 НР          | 71,42             | 13. у гр. Б       | Нису се квалификовали | 24 /27 (29)           |                       |                      |                |
| Виктор Хоган         | Бацање диска   | 65,33             | 62,45 кв          | 6. у гр. А        | 64,35                 | 5 / 30                |                       |                      |                |
| Џон Роберт Остхојзен | Бацање копља   | 81,07             | 74,36             | 15. у гр. Б       | Нису се квалификовали | 31 / 33               |                       |                      |                |
| Оразио Кремона       | Бацање кугле   | 20,55             | 19,42             | 7. у гр. А        | Нису се квалификовали | 15 / 29               |                       |                      |                |

#### Десетобој
| Дисциплина    | Виљем Коерцен | Виљем Коерцен | Виљем Коерцен | Виљем Коерцен | Виљем Коерцен | Виљем Коерцен |
| Дисциплина    | Лич. рек.     | Резултат      | Бод.          | Плас.         | Укупно        | Плас.         |
| ------------- | ------------- | ------------- | ------------- | ------------- | ------------- | ------------- |
| 100 м         | 10,65         | 10,95 ЛРС     | 872           | 10            | 872           | 10            |
| Скок удаљ     | 7,37          | 7,44 ЛРС      | 920           | 12            | 1.605         | 12            |
| Бацање кугле  | 14,91         | 13,88 ЛРС     | 726           | 20            | 2.513         | 12            |
| Скок увис     | 2,05          | 2,05 ЛР       | 687           | 5             | 3.363         | 10            |
| 400 м         | 48,32         | 48,32 ЛР      | 894           | 7             | 4.257         | 8             |
| 110 м препоне | 14,15         | 14,30         | 936           | 9             | 5.193         | 8             |
| Бацање диска  | 43,61         | 43,25         | 731           | 17            | 5.924         | 9             |
| Скок мотком   | 4,63          | 4,50 ЛРС      | 760           | 7             | 6.684         | 15            |
| Бацање копља  | 69,35         | 69,35 ЛР      | 879           | 2             | 7.563         | 12            |
| 1.500 м       | 4:23,75       | 4:24,60 ЛРС   | 780           | 4             | 8.343         | 9             |
| Десетобој     | 8.244 НР      |               |               |               | 8.343 АФР, НР | 9             |

### Жене
| Атлетичарка      | Дисциплина    | Лични рекорд | Квалификације | Квалификације | Полуфинале            | Полуфинале            | Финале                | Финале       | Детаљи |
| Атлетичарка      | Дисциплина    | Лични рекорд | Резултат      | Место         | Резултат              | Место                 | Резултат              | Место        | Детаљи |
| ---------------- | ------------- | ------------ | ------------- | ------------- | --------------------- | --------------------- | --------------------- | ------------ | ------ |
| Џастин Палфраман | 200 м         | 23,22        | 23,64         | 4. у гр. 4    | Нису се квалификовале | Нису се квалификовале | Нису се квалификовале | 35 / 48 (50) |        |
| Anneri Ebersohn  | 400 м препоне | 55,87        | 57,90         | 6. у гр. 2    | Нису се квалификовале | Нису се квалификовале | Нису се квалификовале | 25 / 29 (32) |        |
| Tanith Maxwell   | Маратон       | 2:32:33      |               |               |                       |                       | 2:56:37 ЛРС           | 42 / 46 (72) |        |
| Линник Принсло   | Скок удаљ     | 6,81         | 6,17          | 15. у гр А    |                       |                       | Није се квалификовала | 27 / 29 (31) |        |
| Сунет Вилјун     | Бацање копља  | 69,35 НР     | 64,51 КВ ЛРС  | 2. у гр Б     | 63,58                 | 6/ 27                 |                       |              |        |